# 朱诺号
朱諾號是NASA环绕木星的太空探测器。它由洛克希德·马丁公司建造，和由NASA喷气推进实验室营运。作为新疆界計畫的一部分，太空探测器於2011年8月5日被從卡納維爾角空軍基地發射升空，并于2016年7月5日进入木星的极轨道。探测的持续时间为20个月。完成任务后，“朱諾號”将脱离轨道进入木星的大气层。
朱诺号已于東八區时间2016年7月5日到达木星。探測器將放置在繞極軌道，研究木星的組成、重力場、磁場、磁層和磁極。朱諾號也要搜索和尋找這顆行星是如何形成的線索，包括是否有固態核心、存在木星大氣層深處的水量、質量的分布、風速可以達到618每小時（384英里每小時）的深度。
朱诺号是进入木星轨道的第二个飛行器，而第一个为核动力的伽利略号探测器（1995-2003年）。與所有早期的飛行器與外部行星不同，朱诺号僅由太陽能陣列提供動力，太陽能陣列通常被用于环繞地球運行的衛星和在內太陽系進行工作的衛星，而放射性同位素熱電機通常用於外太陽系和太陽系的任務。然而，對於朱諾号來說，已部署在行星探测器上的三個最大的太陽能陣列翼在穩定飛行器以及發電方面起著不可或缺的作用。

## 命名
朱諾號的名稱來自古希臘羅馬神話。天神朱比特造出一層雲霧，以遮掩他的淘氣之舉，而他的妻子，朱諾，能夠看穿層層雲霧，以見識朱比特的真面目。——NASA
朱諾號任務 (JUNO) 為「木星近極軌道器」(JUpiter Near-polar Orbiter) 的逆向縮寫。於2005年被選為繼新視野號之後，新疆界計畫中的第二個任務，因此有時也被稱為「新疆界二號」，但不可與新視野二號（一個未實施的構想）所混淆。

## 任務摘要
朱諾號花費5年的時間巡航到木星，預計並成功於2016年7月4日（UTC+0）抵達。這艘探測器旅行的總距離大約28億公里（17億4,000萬英里，18.7AU），並以20個地球月的時間環繞木星37圈。朱諾號的航程在2011年8月5日發射後約兩年（2013年10月12日），再度接近地球軌道，藉由地球的重力助推提升速度。在飛掠過地球之後不久，朱諾號就進入安全模式，向与木星會合的路徑上前進。在2016年7月4日，探測器點火減速，以進入一週期14日的木星極軌道。
一旦朱諾號進入週期为14日的該軌道，紅外線和微波的儀器將開始測量來自木星大氣層內深處發射出的熱輻射。通過這些觀測將可以評估水的豐度和分布，還有氧成分。通過填补木星成分缺失的這一塊拼圖，可以深入了解木星起源。朱諾號也將研究驅動木星大氣環流的對流和模式。朱諾號的其它儀器也將收集有關木星重力場、極性和磁層的資料。
2018年6月7日，NASA公佈朱諾號的主要科學任務將延長至2021年7月。屆時朱諾號將脫離軌道，以受控形式衝入木星的外層大氣層焚毀，以消除任何影響和污染木星衛星的可能。  朱諾號將從最近距離觀察太陽系最大衛星木衛三，  預計美東時間 6 月 7 日下午 1 時 35 分從距木衛三地表僅 1,038 公里的高度飛越，新拍攝的照片將可與 20 年前伽利略號和40 年前航海家號的舊照片進行比較，

### 飛行軌跡

#### 發射

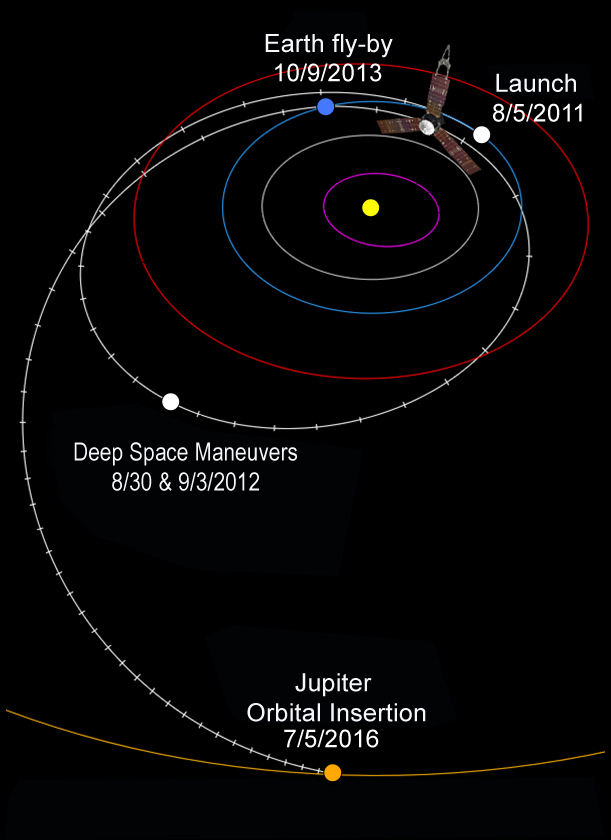
'朱諾號'的航行路徑，刻度線的間隔為30天。

擎天神五號（AV-029）使用俄羅斯設計的RD-180為主引擎，動力由煤油和液態氧提供，並在點火前3.8秒時使用5個固體火箭助推器（solid rocket booster，SRBs）。大約在飛行1分33秒後，兩個燃盡的助推器先被拋棄，再1.5秒後，剩餘的三個助推器也被拋棄。大約飛行3分24秒時，已經穿越最濃厚的大氣層，溫度也低於預定限額時，保護朱諾號的酬載整流罩分離。擎天神五號主發動機在升空後4分26秒切斷。16秒後，第二節的半人馬座火箭點燃，燃燒了大約6分鐘，將衛星放入初始暫駐軌道。
探測器在滑行30分鐘後，半人馬座火箭再度點燃9分鐘，將探測器放入地球逃逸軌道。
半人馬座火箭分離前，啟動反應引擎使朱諾號以1.4RPM旋轉。大約發射後54分鐘，探測器與半人馬座火箭分離，開始伸展他的太陽能電池板。在太陽能電池板完成布署之後，朱諾號的電池開始充電。成功佈署的太陽能電池板使朱諾號的自轉速度降為原來的三分之二。探測器的自轉確保在航行中的穩定，讓探測器上所有的儀器都能夠觀察到木星。
到木星的航程需要耗費五年的時間，包括在2013年10月9日過境地球进行重力助推。在2013年8月12日，朱諾號已經完成前往木星的一半航程。當它抵達木星系統，朱諾號將旅行大約19天文單位的距離。

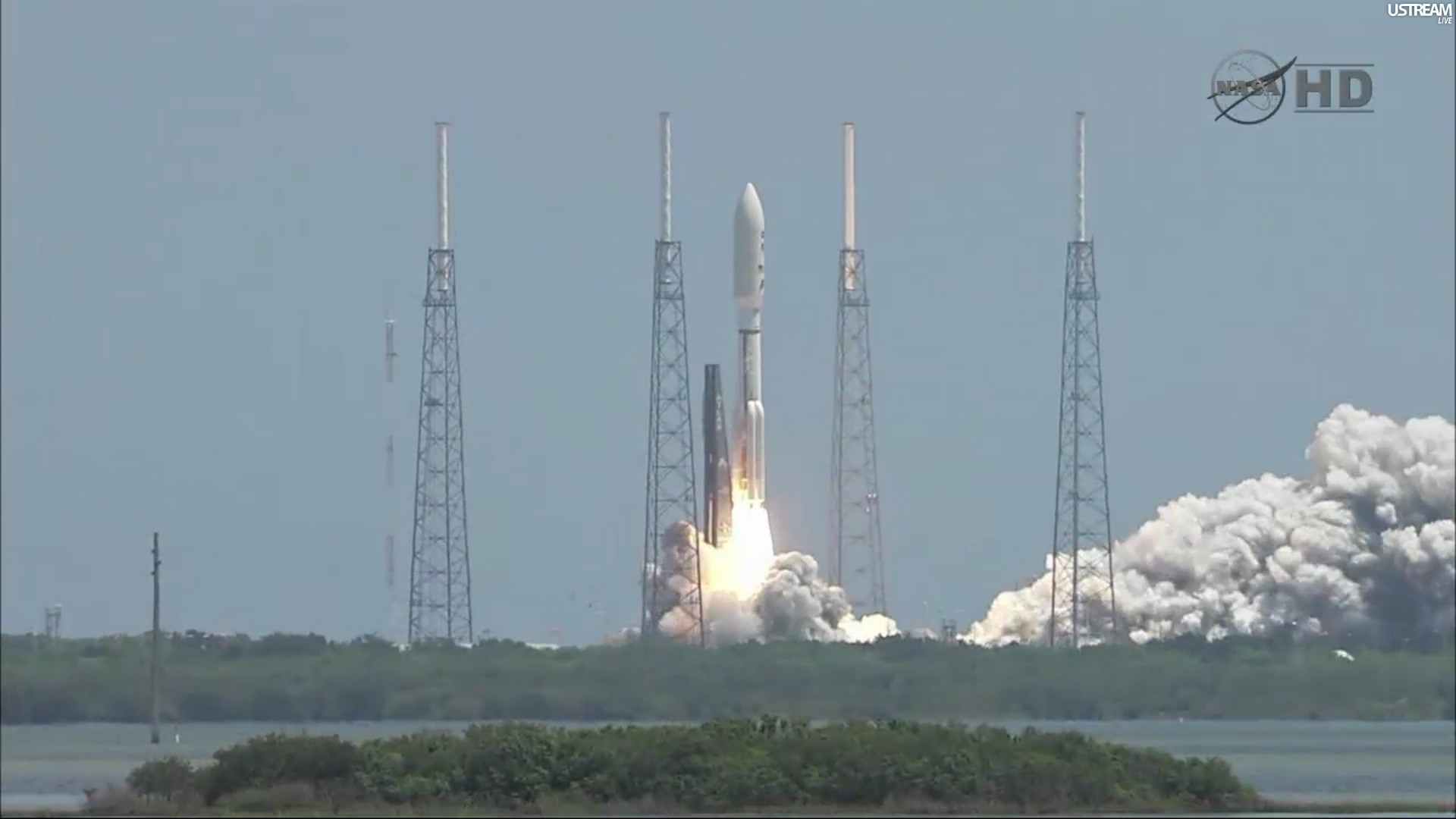
發射
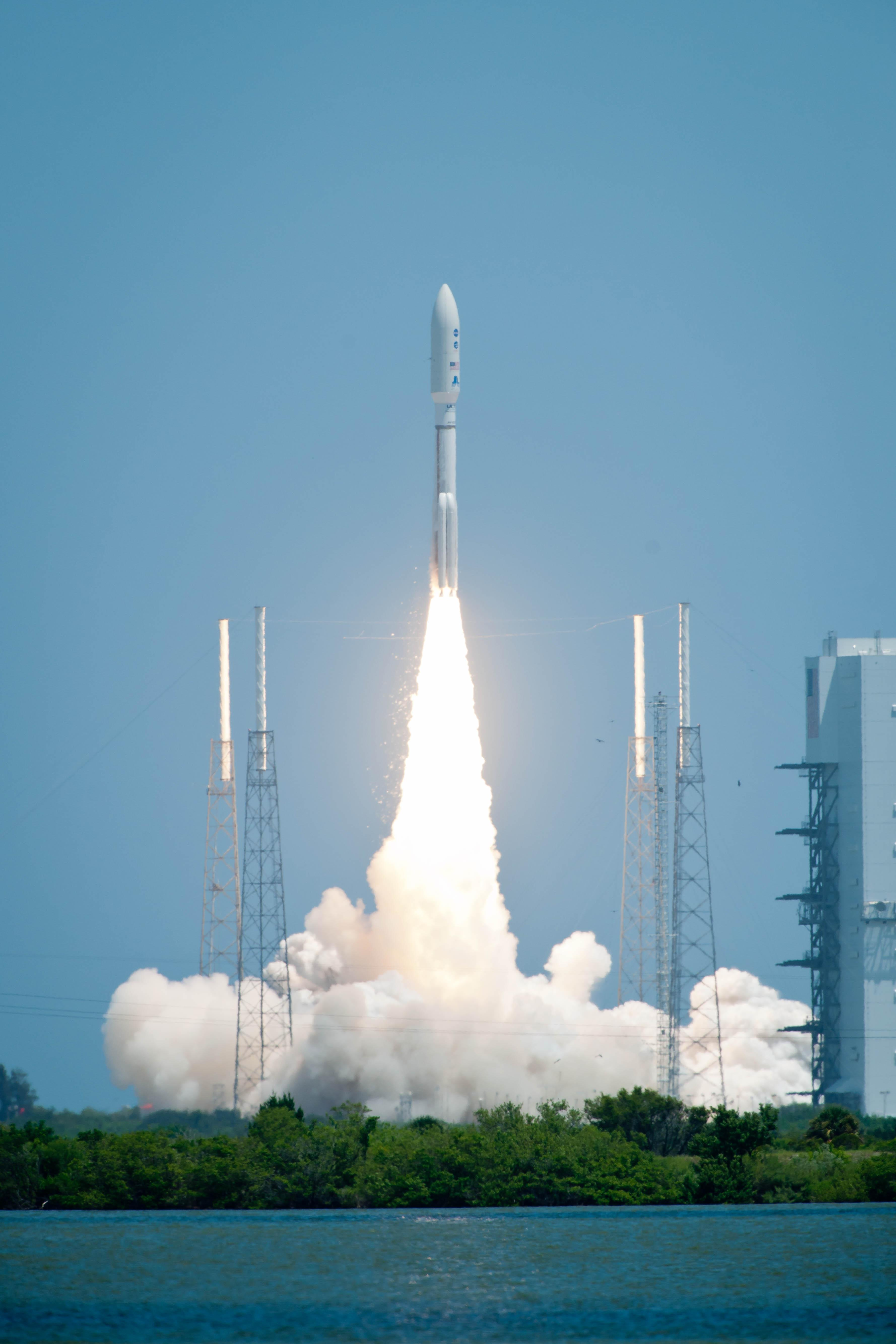
起飛
- 發射的錄影

#### 軌道和環境

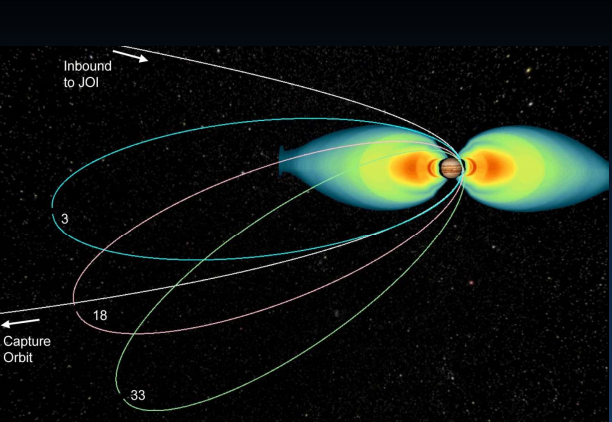
朱諾號的細長軌道。

朱諾號計畫的軌道在極地的高度是4,300（2,672英里），在赤道則遠遠超出卡利斯多的高離心橢圓繞極軌道。
這種類型的軌道可以避免探測器長期與木星的輻射帶接觸，避免傷害到探測器的電子儀器和太陽能電池板。"朱諾抗輻射拱頂"使用1厘米厚的鈦金屬做牆壁，也有助於保護和遮罩朱諾的電子儀器，探測器計畫至少要運行木星的繞極軌道33圈。每圈的時間從11天至14天不等。

#### 离轨和解体
朱诺号被计划在第37次环绕轨道期间达到任务的结束，并且执行受控的离轨坠入木星的大气层而解体。

### 费用
朱诺号最初被提议在2009年6月发射的开销约为7亿美元（2003财政年度）。NASA的预算限制造成推迟到2011年8月，并在宇宙神5號運載火箭船上以551配置发射。截至2011年6月，探险任务被预计在其一生的花费为11亿美元。

### 科學目標
朱諾號攜帶的科學儀器套件將：

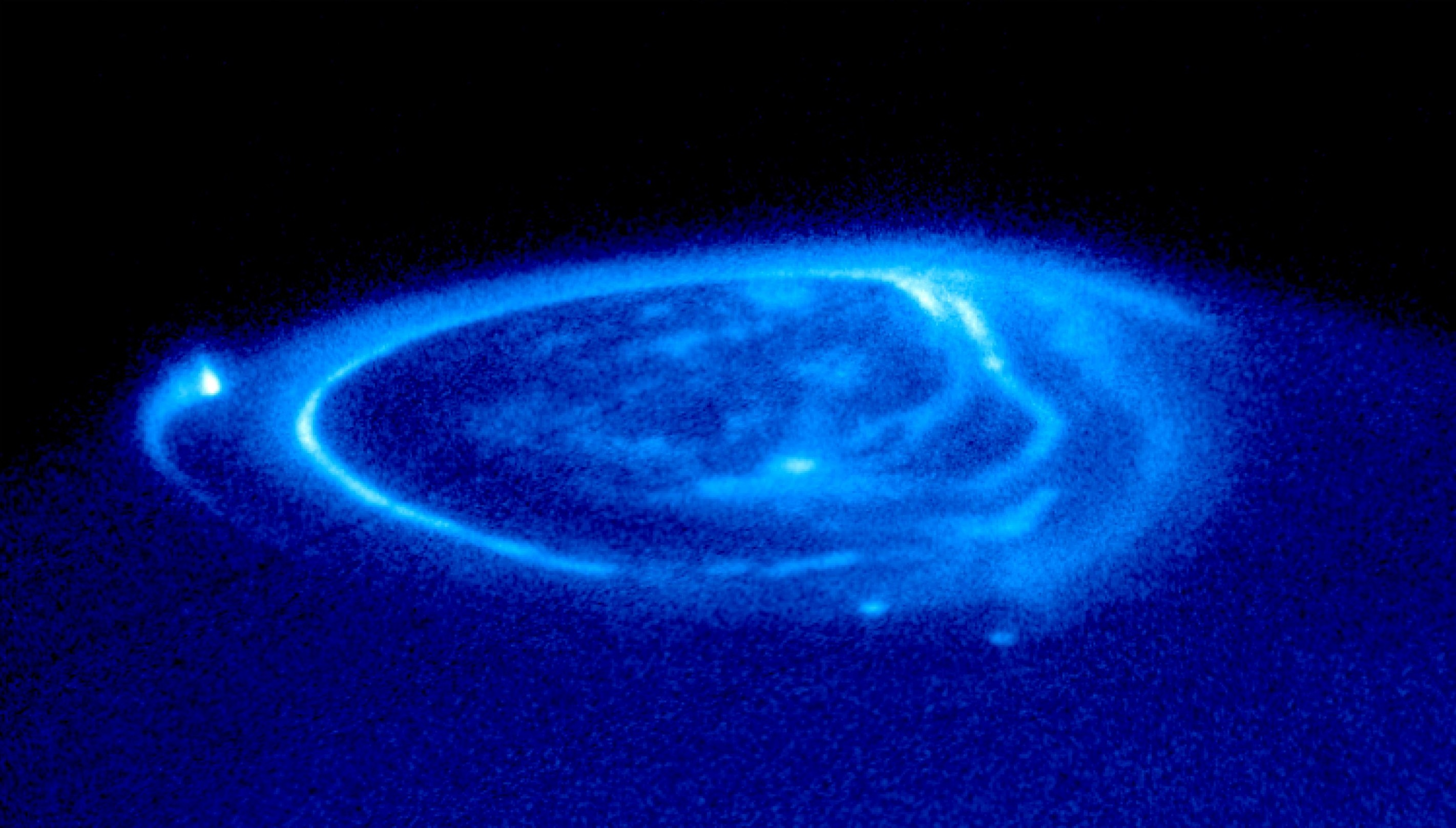
哈伯太空望遠鏡紫外線下的木星極光影像。明亮的磁通管條紋和斑點連接到木星最大的衛星（埃歐：在明亮的磁通管最左邊，佳利美德在中間，歐羅巴是右邊的點）。

- 確定氫氧比例，有效的測量木星上水的豐度，這將有助於釐清現行理論中有關氣體巨星的木星是在太陽系的何處形成。
- 獲得更好的木星核心質量評估，也將有助於釐清氣體巨星於太陽系何處形成的現行理論。
- 精確的繪製木星引力場圖，以確定木星內部的質量分布，包括其結構和動態等屬性。
- 精確測繪木星的磁場，評估其起源和結構場，以及在木星的多深處創造出磁場。這個實驗也將有助於科學家瞭解基本物理學的發電機原理。
- 測繪大氣成分、溫度、結構、雲的不透明度和動力學變化，在所有的緯度上達到壓力超過100帕（10MPa；1,450磅/平方英寸）。
- 探索木星極地的磁層和極光的三維結構和特徵[27]。
- 測量由木星的角動量造成的參考系拖曳，也稱為冷澤-提爾苓進動[28][29]，和可能的廣義相對論效應與木星自轉連接的一個新測試[30]。

## 科學儀器
朱諾號的任務要靠負載在探測器的九項儀器來完成：
| 插图 | 儀器名稱                                                            | 縮寫  | 說明 |
| ---- | ------------------------------------------------------------------- | ----- | --- |
|      | 微波輻射計                                                          | MWR   | 輻射計主要探討木星大氣層深處波長從13釐米至50釐米的無線電波，使用6個獨立的輻射計測量木星的熱排放。 - 專案負責人：麥克傑森（Mike Janssen） - 噴射推進實驗室 |
|      | 木星極光紅外成像儀（Jovian Infrared Auroral Mapper）                | JIRAM | JIRAM主要目的是研究壓力在5-7帕（72-102磅/平方英寸）的木星上層大氣層，以2-5μm的中紅外線波段波長，間隔的使用光譜儀和成像儀。 - 專案負責人：Angioletta Coradini - INAF |
|      | 磁強計                                                              | MAG   | 研究磁場的目的有三個：磁場的圖像、確定木星內部的動力學、和測定磁氣圈的三維結構。磁強計的實驗包括通量閘磁強計（Flux Gate Magnetometer，FGM），它測量磁場的強度和方向，同時高級恆星羅盤（Advanced Stellar Compass，ASC）將監督磁強計的感應器組成和指向。 - 專案負責人：Jack Connerney - NASA的戈達德太空飛行中心 |
|      | 重力科學                                                            | GS    | 重力科學將利用通訊系統執行都卜勒跟蹤，以研究木星的質量屬性。重力科學的儀器是分散的，它包括在探測器上的X波段和Ka波段的傳輸器和在加州金石深太空網路的34米天線。 - 專案負責人：John Anderson - 噴射推進實驗室 - 專案研究員（Juno's Ka-band Translator KaT）：Luciano Iess - Sapienza University of Rome           |
|      | 木星極光分布實驗（Jovian Auroral Distribution Experiment）          | JADE  | JADE將解析木星極光的電漿結構：通過測量在極區的木星磁層分布的微粒和成分的角度、能量和成分。 - 專案負責人：David McComas - 美國西南研究院 |
|      | 木星高能粒子探測儀（Jovian Energetic Particle Detector Instrument） | JEDI  | JEDI將測量氫、氦、氧氣、硫和其它離子在木星極區磁層的能量和角分布。 - 專案負責人：Barry Mauk - 應用物理實驗室 |
|      | 無線電及電漿波探測器（Radio and Plasma Wave Sensor）                | Waves | 這件儀器將確認木星極光電流區域和確認木星無線電波輻射，還有測量的極光粒子加速時通過極光區域的無線電和電漿光譜。 - 專案負責人：William Kurth - 愛荷華大學 |
|      | 紫外線成像光譜儀（Ultraviolet Imaging Spectrograph）                | UVS   | 在探測儀繞行木星的每一圈，當光譜儀的狹縫看到木星時，UVS 將記錄檢測到的紫外線光子波長、位置、和抵達時間。使用1024 × 256的微通道板（micro channel plate，MCP）探測器，它將提供在極區磁層的極光發射影像紫外線光譜圖像。 - 專案負責人：G. Randall Gladstone - 美國西南研究院                                       |
|      | 朱諾相機（JunoCam）                                                 | JCM   | 可見光相機/望遠鏡，包括方便教育和公眾宣傳的有效負載。原本認為因為木星破壞性的輻射和磁場影響，探測器進入軌道第8圈時相機將會損壞。但直到2018年2月7日(探測器進入軌道第11圈)，相機依舊可以正常運作。 - 專案負責人：Michael C. Malin - 馬里蘭太空科學系統                                                           |

## 操作部件

### 太陽電池板

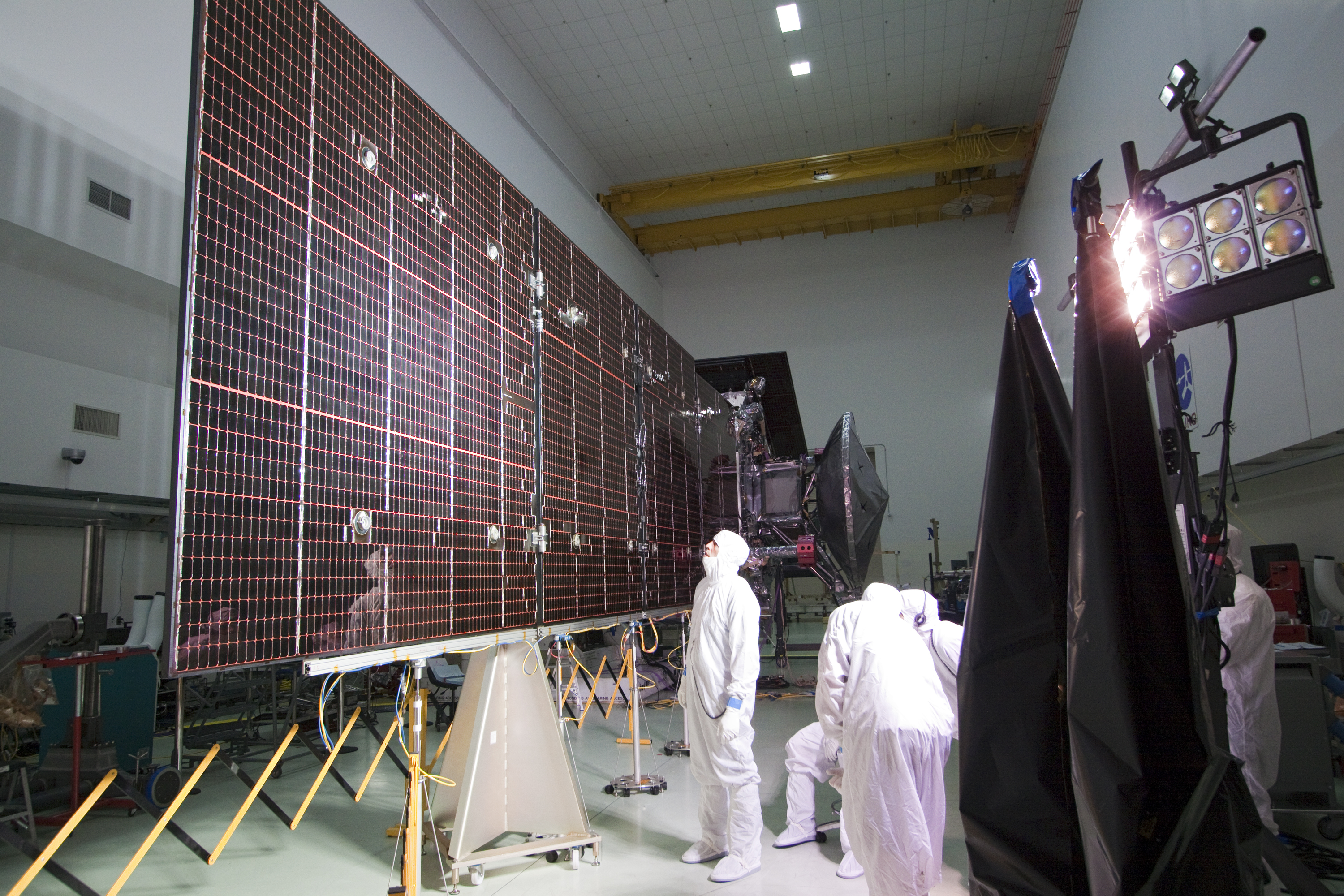
朱诺号太阳能电池板照明试验

朱諾號是第一艘使用太陽電池板取代放射性同位素熱電機（RTGs）為探測木星的太空船提供電力。之前的先鋒10號、先鋒11號、航海家計畫、尤里西斯號、卡西尼－惠更斯號、新視野號和伽利略號都是使用RTGs。一旦進入繞行木星的軌道，朱諾號最多只能獲得在地球上可以得到的4%的陽光，但在全球都缺乏鈽-238的環境下，而過去幾十年來太陽電池板的技術和效率取得的進展，使它能在距離太陽5天文單位，以經濟的尺寸從太陽電池板提供足夠的動力。
朱諾號使用對稱排列在探測器周圍空間的三組太陽電池板陣列，在探測器脫離地球大氣層後不久就會佈署該陣列。兩個陣列各有四個絞接的部分，第三個陣列有三段，而以磁強計取代第四段。每個小組或陣列是2.7（8.9英尺）寬，8.9（29英尺）長，是NASA有史以來最大的深空探測器。為了便於發射時的配載，其中一個電池板略窄於其它的。較小的電池板是2.091（6.86英尺）寬，這些陣列的總面積是60平方（650平方英尺）。如果這些陣列在地球以最大效益進行操作，它們可以產生12-14千瓦的電力。三個陣列加起來的總重量將近750磅（340公斤）。朱諾號抵達木星，將只能產生486瓦，而輻射會使電池降為420瓦。除了短時間的引擎操作之外，太陽電池板將留在陽光下持續地提供動力給探測器。
中央能源分配和驅動單元器將監控太陽電池板以及充電時多餘的可用電力，將動力分配給儀器、加熱器和實驗感應器。兩個55 安培-小時的鋰離子電池將提供太空船經過日食區域時的動力，這些電池都能夠承受木星的高輻射環境。

### 遠距離通訊
朱諾號的遠距離通訊系統與新視野號有比卡西尼號更多的共同點。朱諾號支援音效故障信號的巡航模式，但預計它很少會使用。通訊是透過深空網路的70米天線利用X波段直接連結。朱諾號的命令和資料處理器包括一個能提供〜50Mbit/s輸送量的飛行電腦。重力科學系統使用的X波段和Ka波段都卜勒追蹤具有自動切換的功能。

### 推進系統
朱諾號的主引擎使用在英國韋斯科特（Westcott）AMPAC-ISP產製造的雙推進劑 LEROS 1b。它使用聯氨和四氧化二氮推進，提供645牛頓的推力。它固定在探測器的本體，提供主要的燃燒。引擎球被封閉在碎片遮罩。朱諾號使用裝上12個噴嘴的四個單元推進劑組成的反應控制系統（reaction control system，RCS）。這些推進器用於太空船的姿態控制和執行彈道軌道的機動修正。

## 伽利略的銘牌和樂高小雕像

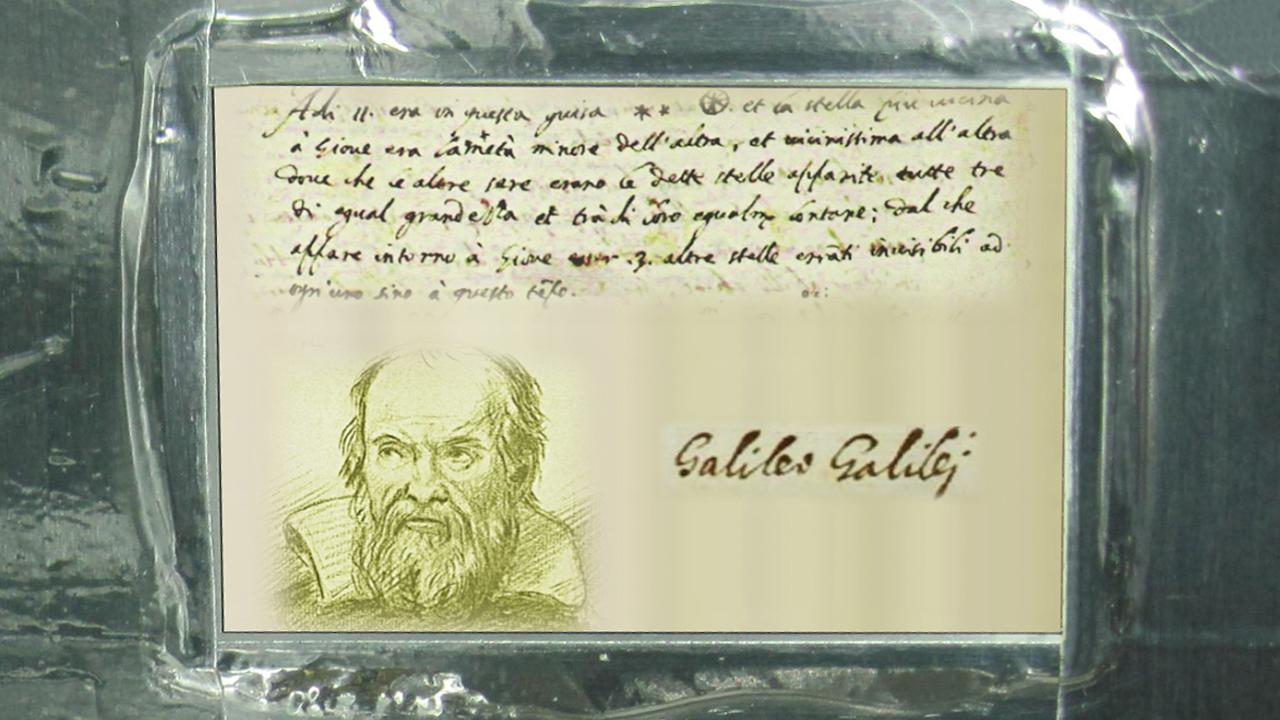
伽利略的徽章

朱諾號帶有一個向伽利略致敬的銘牌前往木星。這個銘牌由義大利太空總署提供，它的尺寸是2.8乘2英寸（7.1乘5.1），由航空等級的鋁製作，重量為6克（0.21盎司）。這個銘牌描繪的是伽利略在1610年1月觀測木星的手稿，稍後成為伽利略衛星的文字，和伽利略的肖像。文字的翻譯如下：
在11日它是這樣的形態，最靠近木星的這顆小星只有其它幾顆的一半大小，並且也非常靠近其它的，而在前一天晚上這三顆星看起來是一樣的，彼此間的距離也相等。所以，很明顯的在木星周圍有三顆運動著的星星，是在這之前未曾見到的。
這艘探測器還載了三個樂高人偶像，分別代表伽利略、朱比特（羅馬神話的木星之神）以及他的妻子朱諾。在羅馬神話中，朱比特在自身的四周拉起了雲彩做帷幕，以隱藏它的惡作劇。從奧林匹斯山，朱諾可以看穿雲霧，揭露她丈夫的本性。朱諾執著放大鏡作為追求真理的標誌，朱比特則手握閃電的標記。第三個樂高機組成員是伽利略，在旅程中帶著他的望遠鏡和天球。
大多數的樂高玩具都是塑膠做的，然而為了捱過太空旅行的極端條件，這三個人偶是特別以鋁製成的。

## 時間表
- 2011年8月5日：發射
- 2013年10月9日：掠過地球

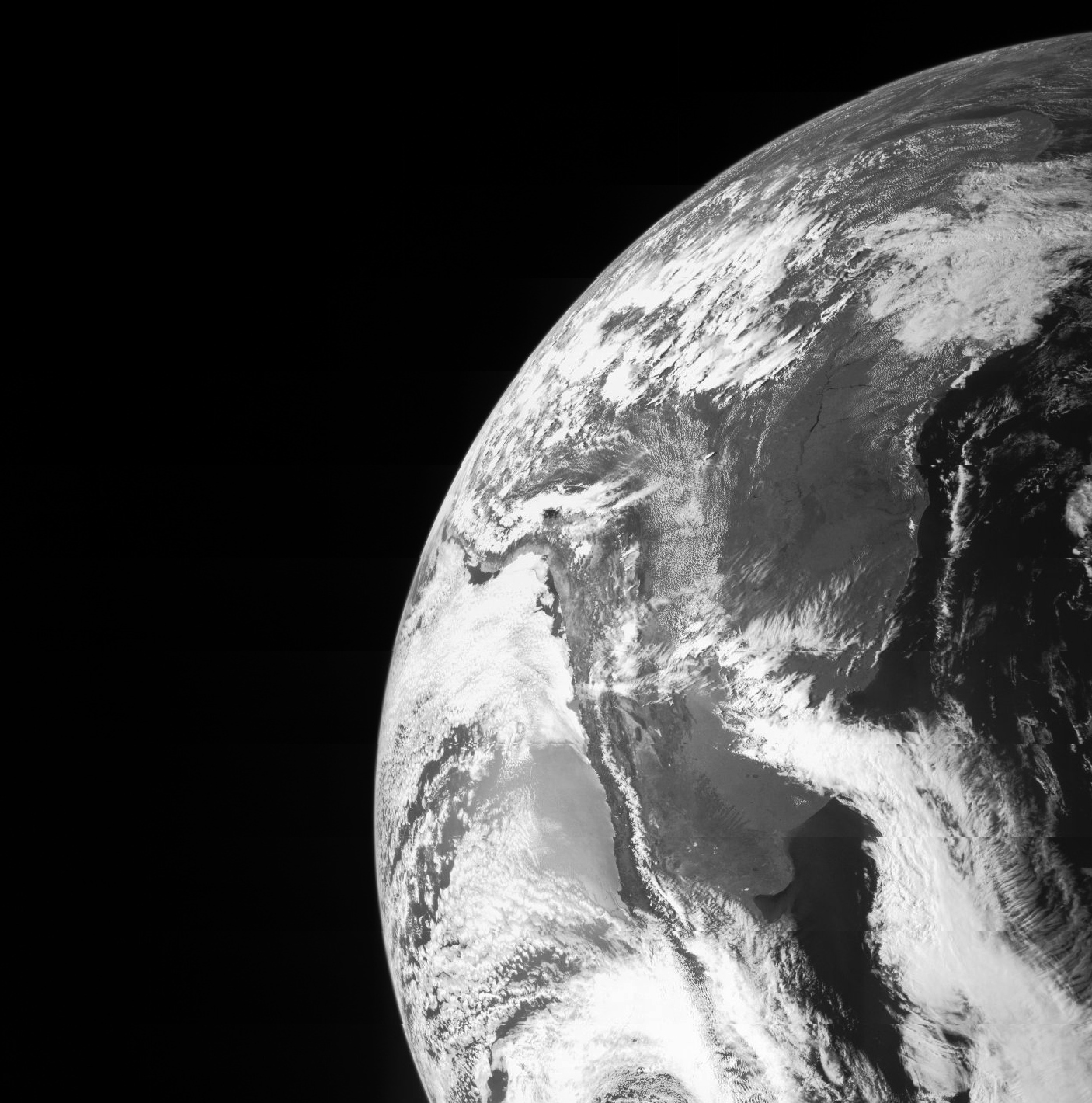
2013年10月，朱諾相機於掠過地球時拍攝的地球。

- 2016年7月4日：抵達木星，預計以繞極軌道繞行木星33圈。
- 2018年6月7日：NASA確認朱諾號主要科學任務將延長至2021年7月。
- 2021年6月7日：掠過木衛三，距地表僅 1,038 公里。

## 图片

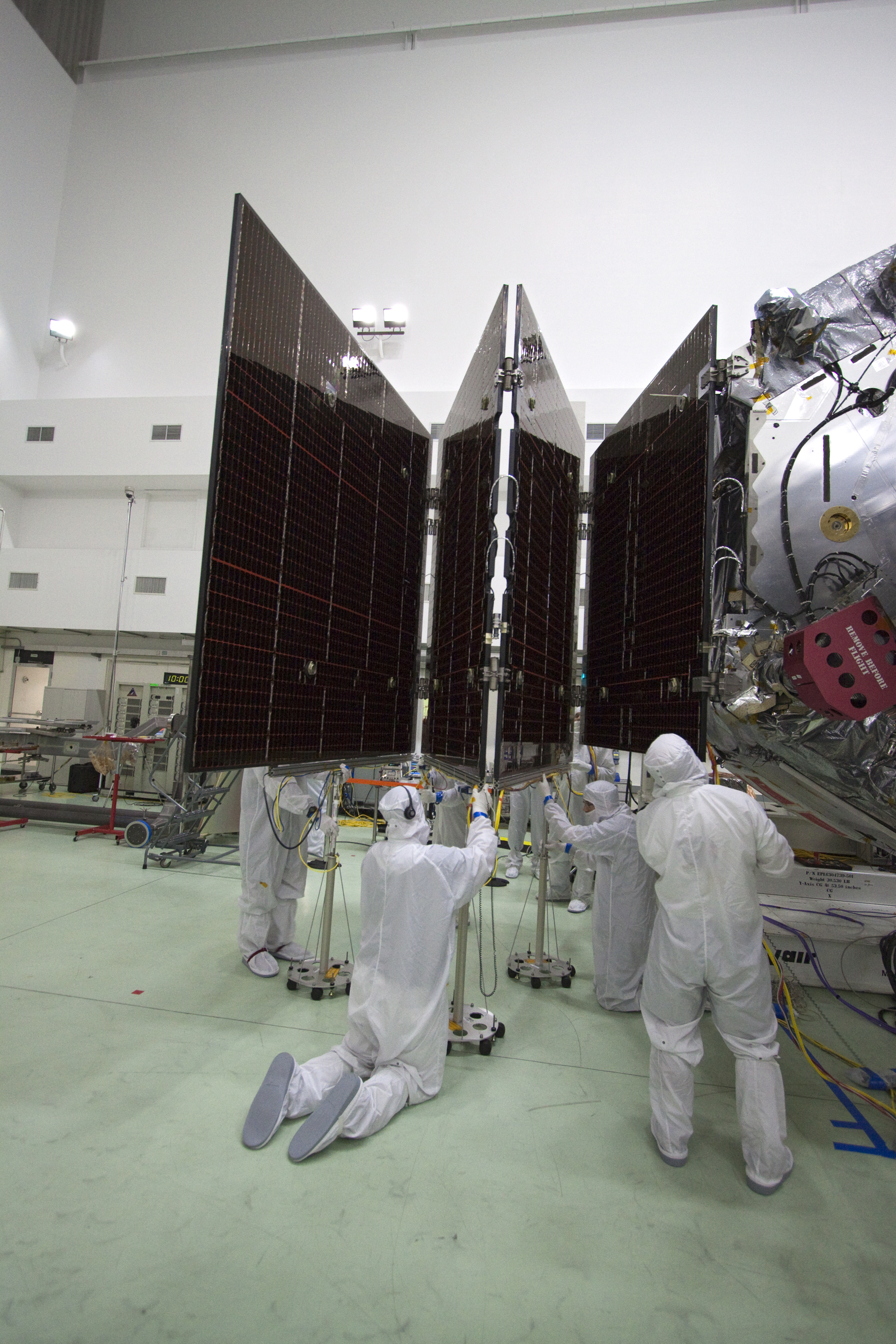
工作人员正在安装太阳能电池板
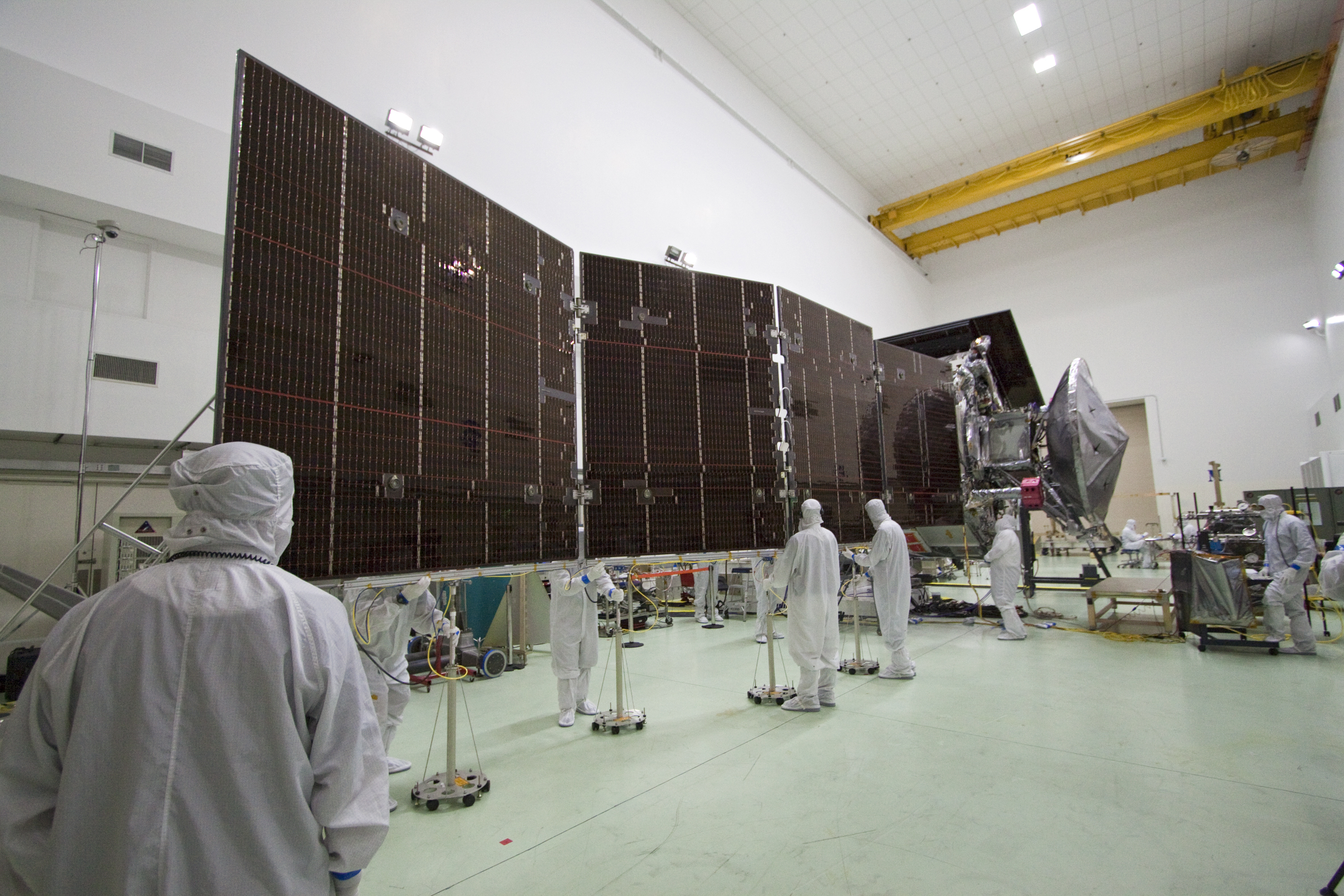
“朱诺”的三个太阳能电池板面积巨大，每块有8.8米长、2.7米宽。这些折叠的太阳能电池面板完全打开后，就像风车的叶片一样。
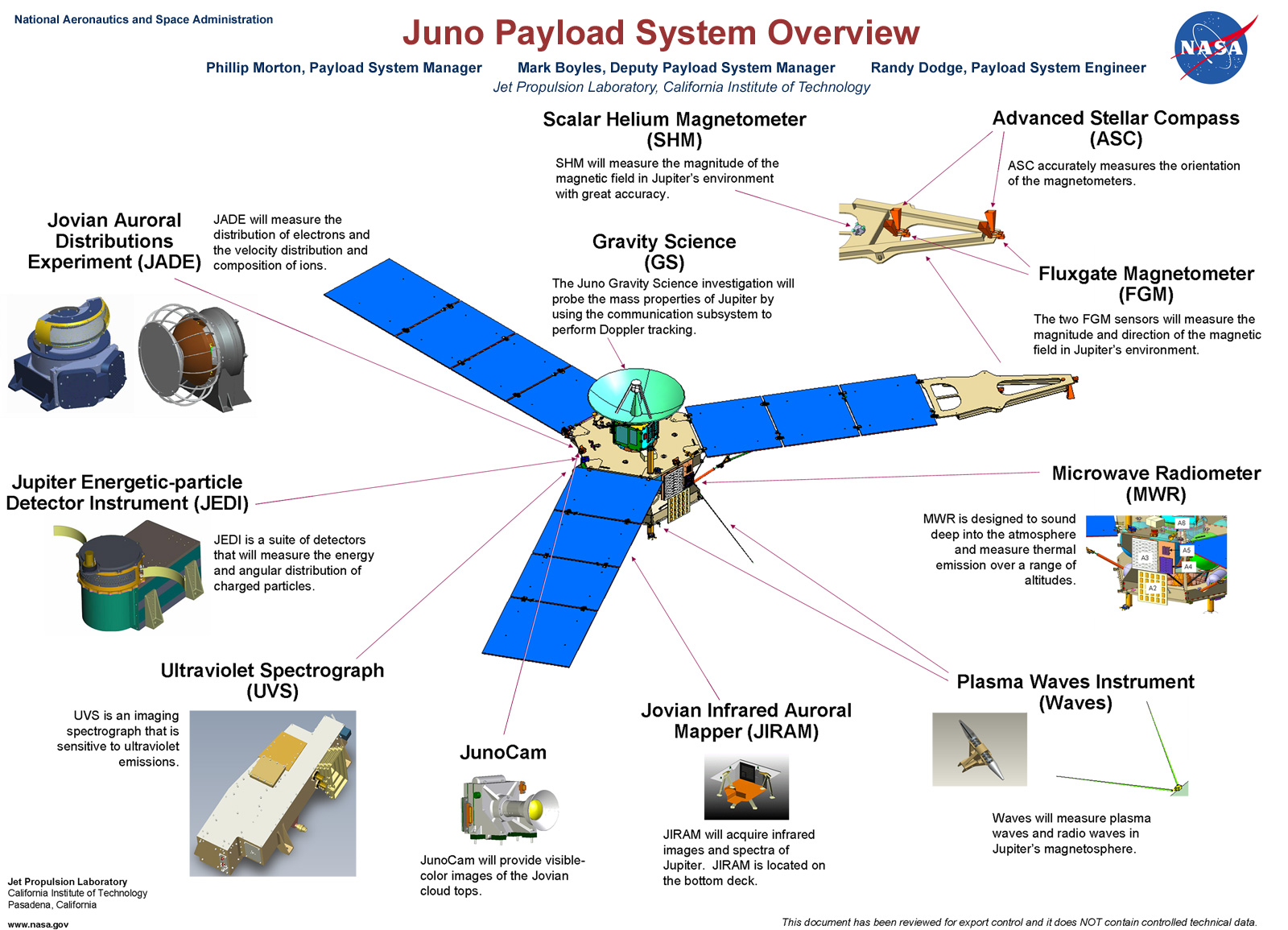
构造图
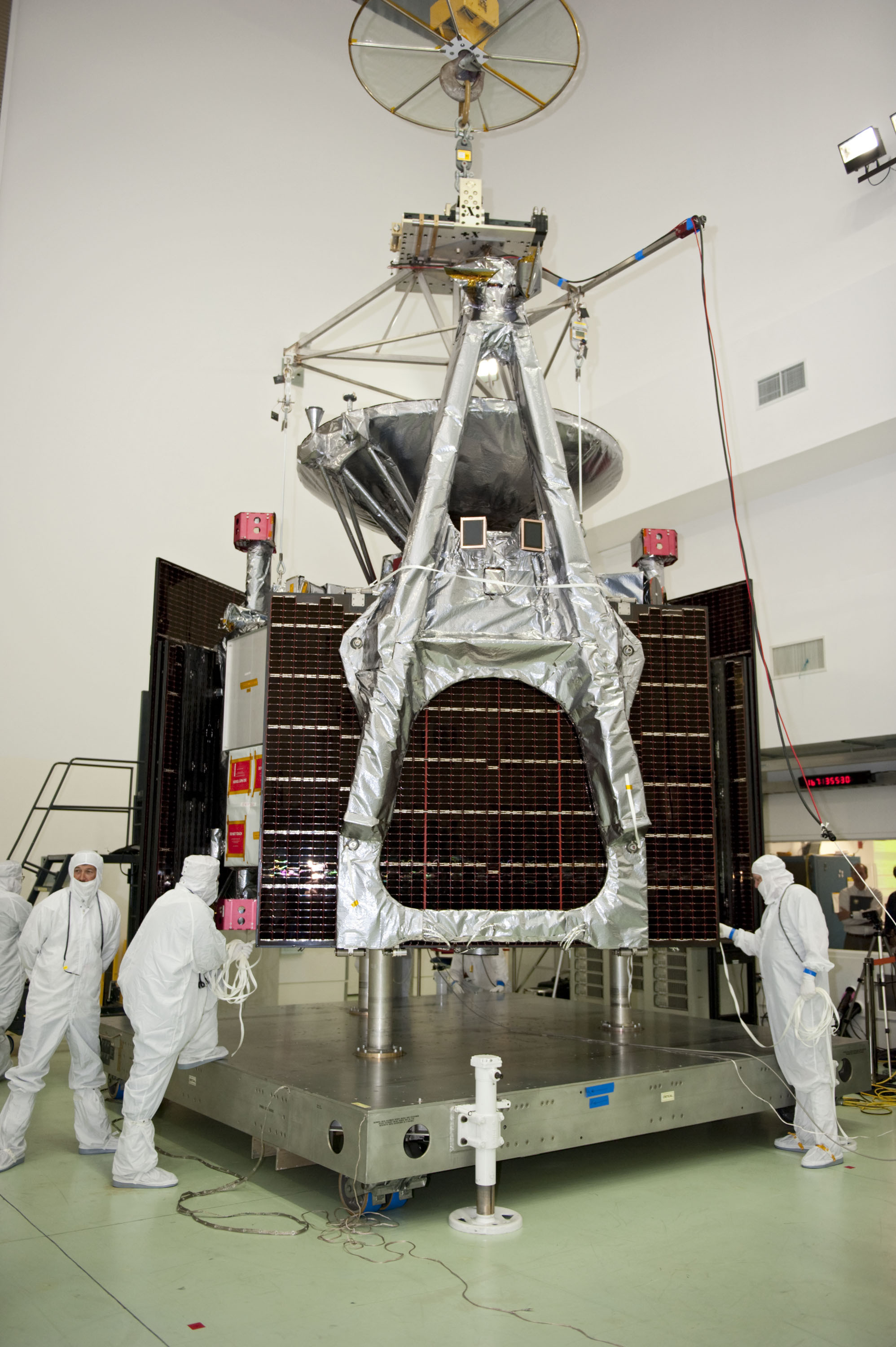
准备进行测试
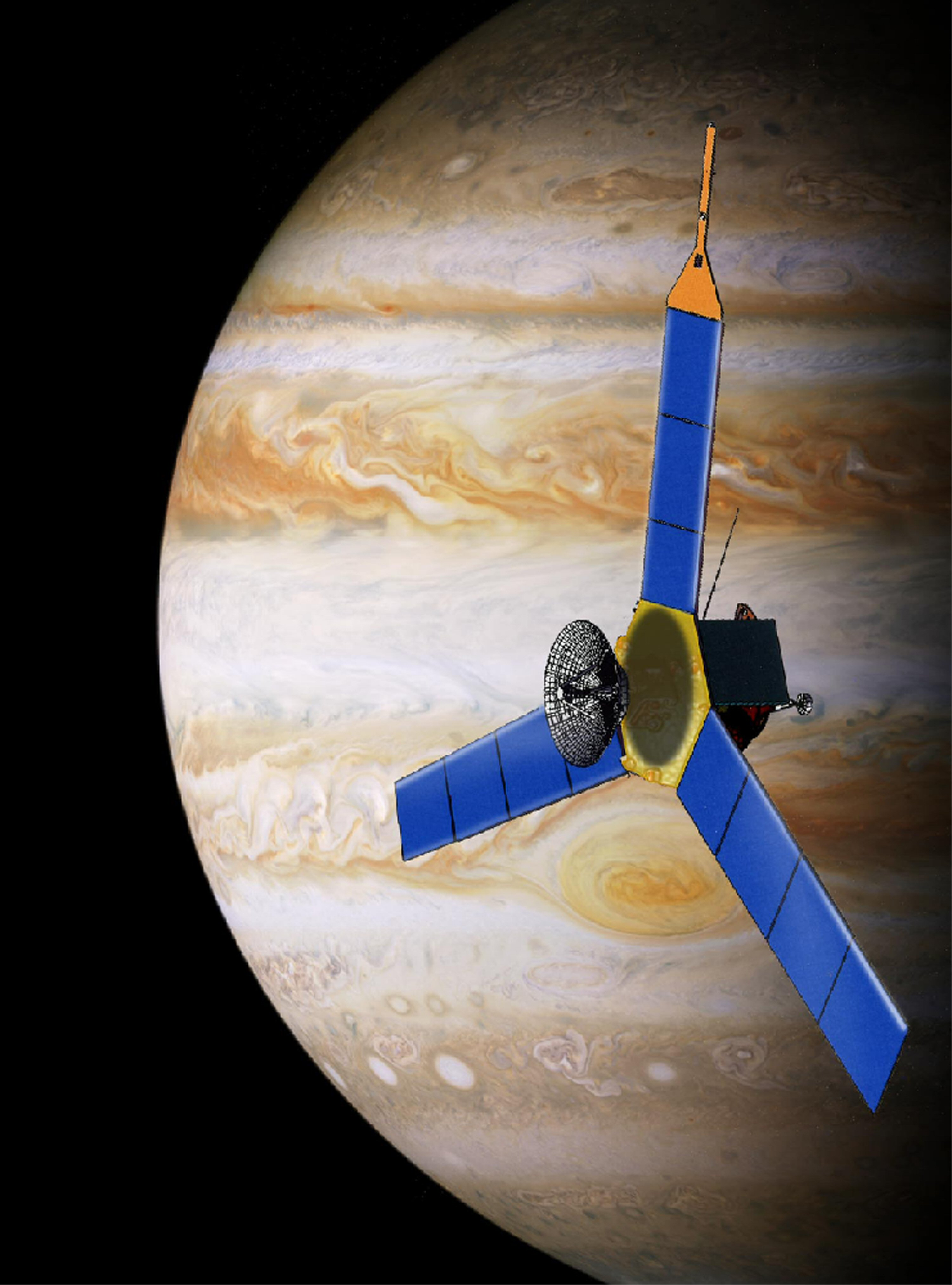
太空中对木星探索的效果图

## 时间轴
| 日期（UTC）          | 事件                                                                                      |
| -------------------- | ----------------------------------------------------------------------------------------- |
| 2011年8月            | 探測器發射升空                                                                            |
| 2012年8月            | 轨迹修正                                                                                  |
| 2012年9月            | 轨迹修正                                                                                  |
| 2013年10月           | 飞掠地球加速（从 78,000英里每小時（126,000每小時） 到 93,000英里每小時（150,000每小時）） |
| 2016年7月5日         | 抵达木星和极轨插入（第1次环绕轨道）                                                       |
| 2016年8月27日 13:44  | 第一近木點                                                                                |
| 2016年10月19日       | 第二近木點：計劃減少機動，但主發動機沒有按預期運行                                        |
| 2016年12月11日 17:04 | 第三近木點                                                                                |
| 2017年2月2日 12:57   | 第四近木點                                                                                |
| 2017年3月27日 08:52  | 第五近木點                                                                                |
| 2017年5月19日 06:00  | 第六近木點                                                                                |
| 2017年7月11日        | 第七近木點 : 近距離觀測木星大紅斑                                                         |
| 2017年9月1日         | 第八近木點 : 預計JunoCam最快故障的時間                                                    |
| 2017年10月24日       | 第九近木點                                                                                |
| 2017年12月16日       | 第十近木點                                                                                |
| 2018年2月7日         | 第十一近木點                                                                              |
| 2018年4月1日         | 第十二近木點                                                                              |
| 2018年5月24日        | 第十三近木點                                                                              |
| 2018年7月16日        | 第十四近木點                                                                              |
| 2018年9月7日         | 第十五近木點                                                                              |
| 2018年10月29日       | 第十六近木點                                                                              |
| 2018年12月21日       | 第十七近木點                                                                              |
| 2019年2月12日        | 第十八近木點                                                                              |
| 2019年4月6日         | 第十九近木點                                                                              |
| 2019年5月29日        | 第二十近木點                                                                              |
| 2019年7月21日        | 第二十一近木點                                                                            |
| 2018年9月12日        | 第二十二近木點                                                                            |
| 2019年11月3日        | 第二十三近木點                                                                            |
| 2019年12月26日       | 第二十四近木點                                                                            |
| 2020年2月17日        | 第二十五近木點                                                                            |
| 2020年4月10日        | 第二十六近木點                                                                            |
| 2020年6月2日         | 第二十七近木點                                                                            |
| 2020年7月25日        | 第二十八近木點                                                                            |
| 2020年9月16日        | 第二十九近木點                                                                            |
| 2020年11月8日        | 第三十近木點                                                                              |
| 2020年12月30日       | 第三十一近木點                                                                            |
| 2021年2月21日        | 第三十二近木點                                                                            |
| 2021年4月15日        | 第三十三近木點                                                                            |
| 2021年6月7日         | 第三十四近木點，飛越木衛三                                                                |
| 2021年7月20日        | 第三十五近木點                                                                            |
| 2021年9月2日         | 第三十六近木點                                                                            |
| 2021年10月16日       | 第三十七近木點                                                                            |
| 2021年11月29日       | 第三十八近木點                                                                            |
| 2022年1月12日        | 第三十九近木點                                                                            |
| 2022年2月25日        | 第四十近木點                                                                              |
| 2022年4月9日         | 第四十一近木點                                                                            |
| 2022年5月23日        | 第四十二近木點                                                                            |
| 2022年7月5日         | 第四十三近木點                                                                            |
| 2022年8月17日        | 第四十四近木點                                                                            |
| 2022年9月29日        | 第四十五近木點，飛越木衛二                                                                |
| 2022年11月6日        | 第四十六近木點                                                                            |
| 2022年12月15日       | 第四十七近木點，遠距離飛越木衛一                                                          |
| 2023年1月22日        | 第四十八近木點                                                                            |
| 2023年3月1日         | 第四十九近木點                                                                            |
| 2023年4月8日         | 第五十近木點                                                                              |
| 2023年5月16日        | 第五十一近木點                                                                            |
| 2023年6月23日        | 第五十二近木點                                                                            |
| 2023年7月31日        | 第五十三近木點，遠距離飛越木衛一                                                          |
| 2023年9月7日         | 第五十四近木點                                                                            |
| 2023年10月15日       | 第五十五近木點                                                                            |
| 2023年11月22日       | 第五十六近木點                                                                            |
| 2023年12月30日       | 第五十七近木點，飛越木衛一                                                                |
| 2024年2月3日         | 第五十八近木點，飛越木衛一                                                                |
| 2024年3月7日         | 第五十九近木點，遠距離飛越木衛五                                                          |
| 2024年4月9日         | 第六十近木點                                                                              |
| 2024年5月12日        | 第六十一近木點                                                                            |
| 2024年6月14日        | 第六十二近木點                                                                            |
| 2024年7月17日        | 第六十三近木點                                                                            |
| 2024年8月18日        | 第六十四近木點                                                                            |
| 2024年9月20日        | 第六十五近木點                                                                            |
| 2024年10月23日       | 第六十六近木點                                                                            |
| 2024年11月25日       | 第六十七近木點                                                                            |
| 2024年12月28日       | 第六十八近木點                                                                            |
| 2025年1月30日        | 第六十九近木點                                                                            |
| 2025年3月4日         | 第七十近木點，飛越木衛十四                                                                |
| 2025年4月5日         | 第七十一近木點                                                                            |
| 2025年5月8日         | 第七十二近木點                                                                            |
| 2025年6月10日        | 第七十三近木點                                                                            |
| 2025年7月13日        | 第七十四近木點                                                                            |
| 預計2025年9月        | 結束觀測任務，以受控方式墜入木星                                                          |

## 木星圖像庫

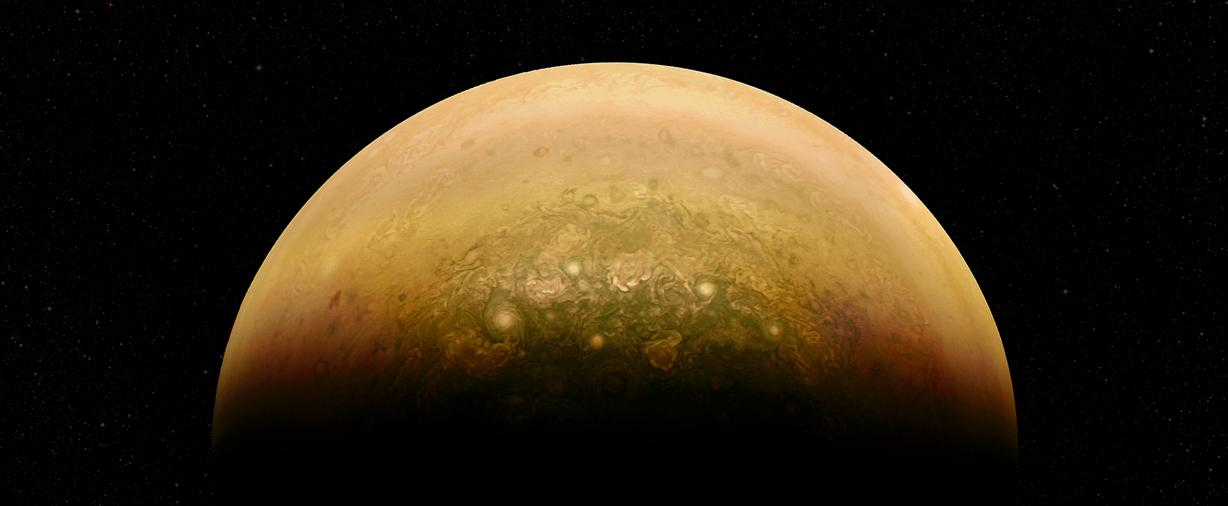
木星南極的陽光照射部分及其旋轉大氣层（2016年8月27日）。
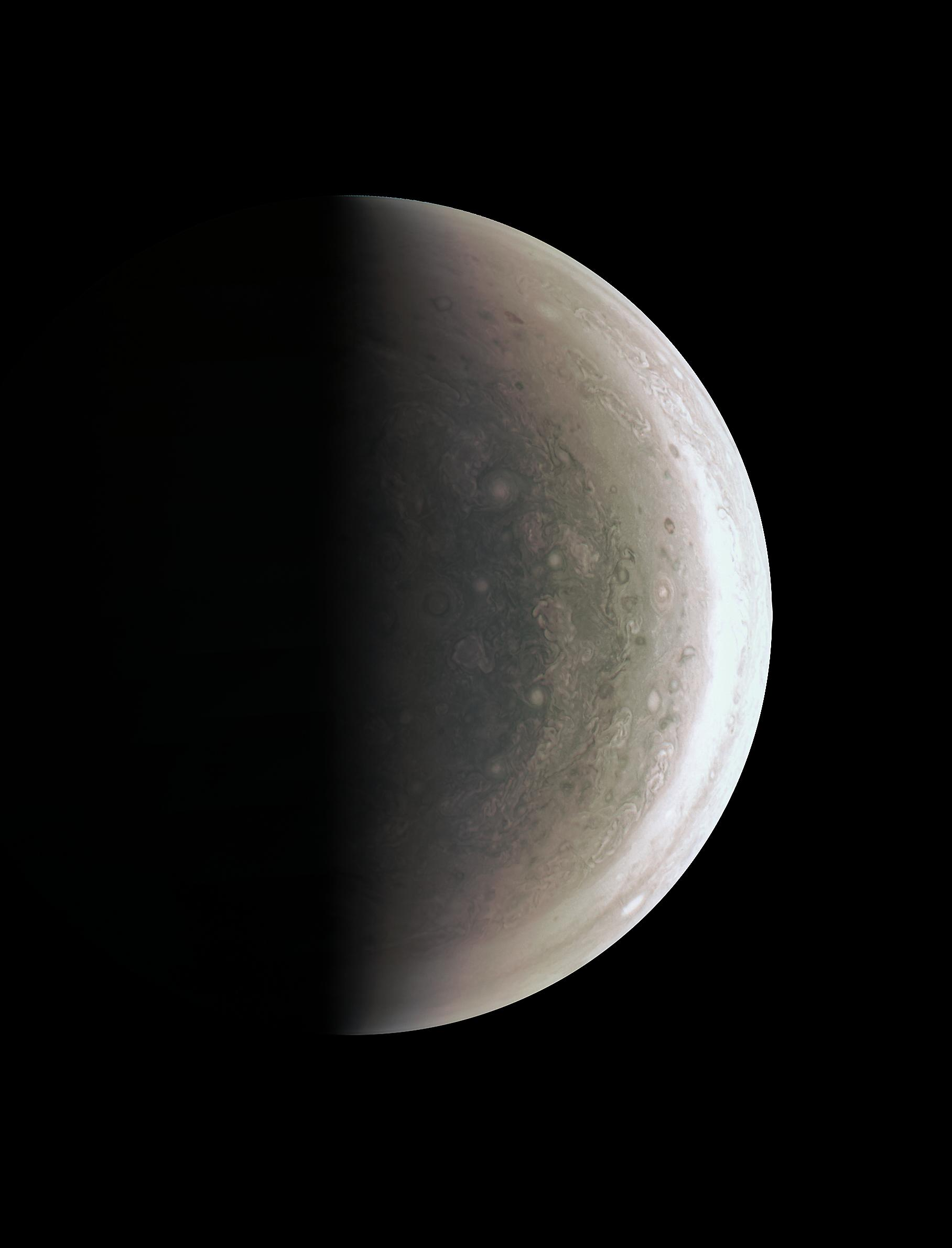
從 24,600 km（15,300 mi）由JunoCam看木星（2016年12月11日）。
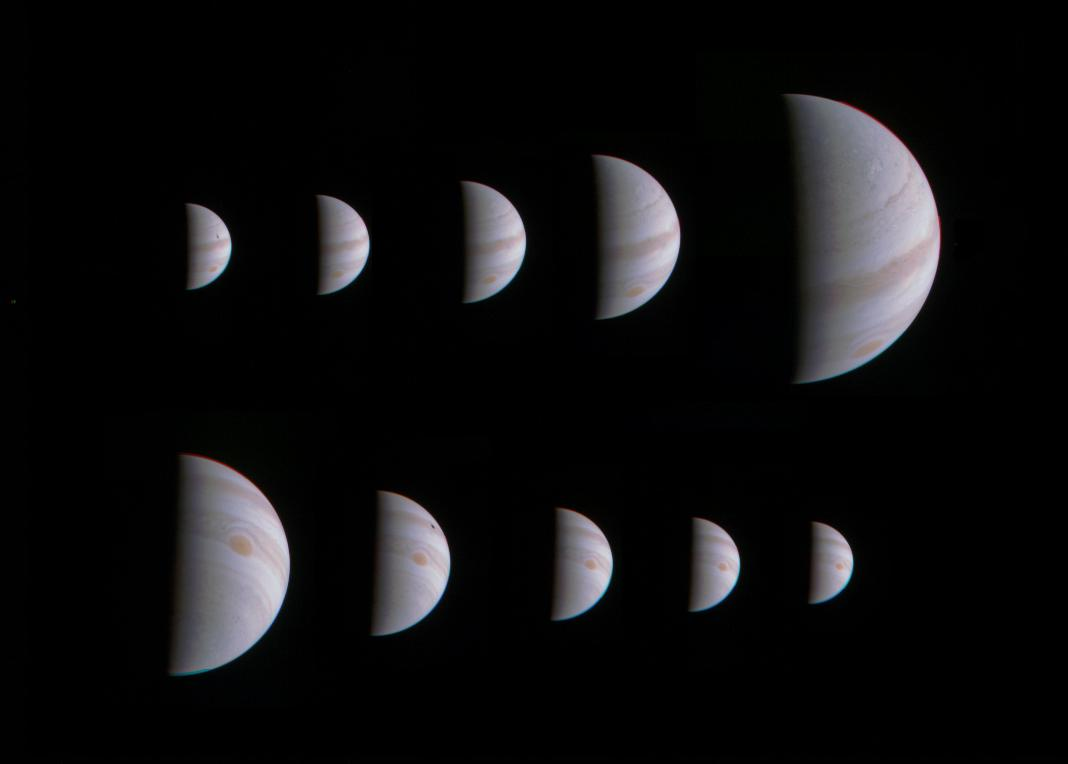
JunoCam顯示木星在飛船最接近的方式（2016年8月27日）之前和之後的表觀尺寸增長和縮小。
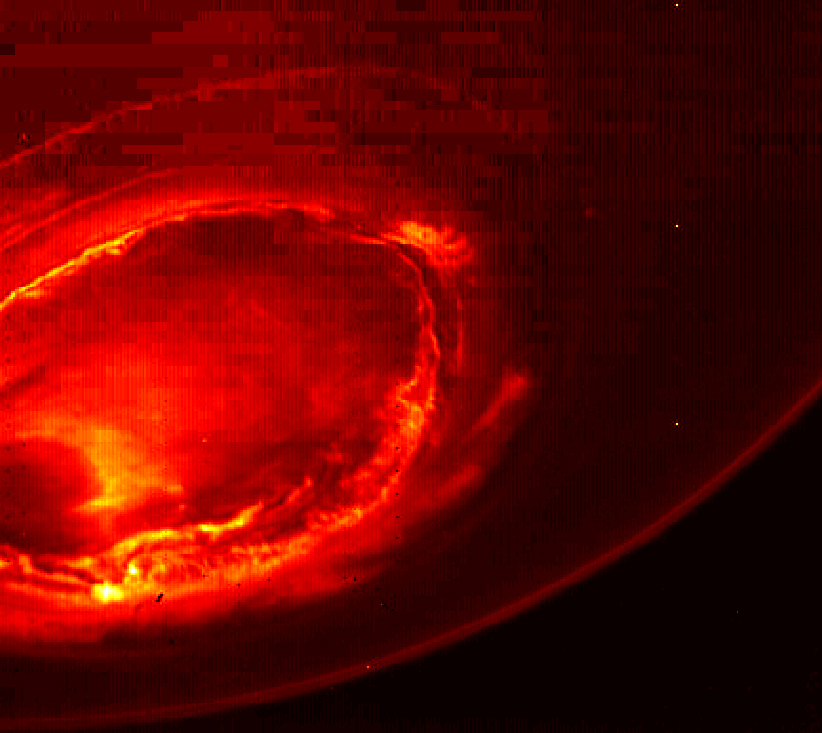
木星南極光的紅外視圖（2016年8月27日）。
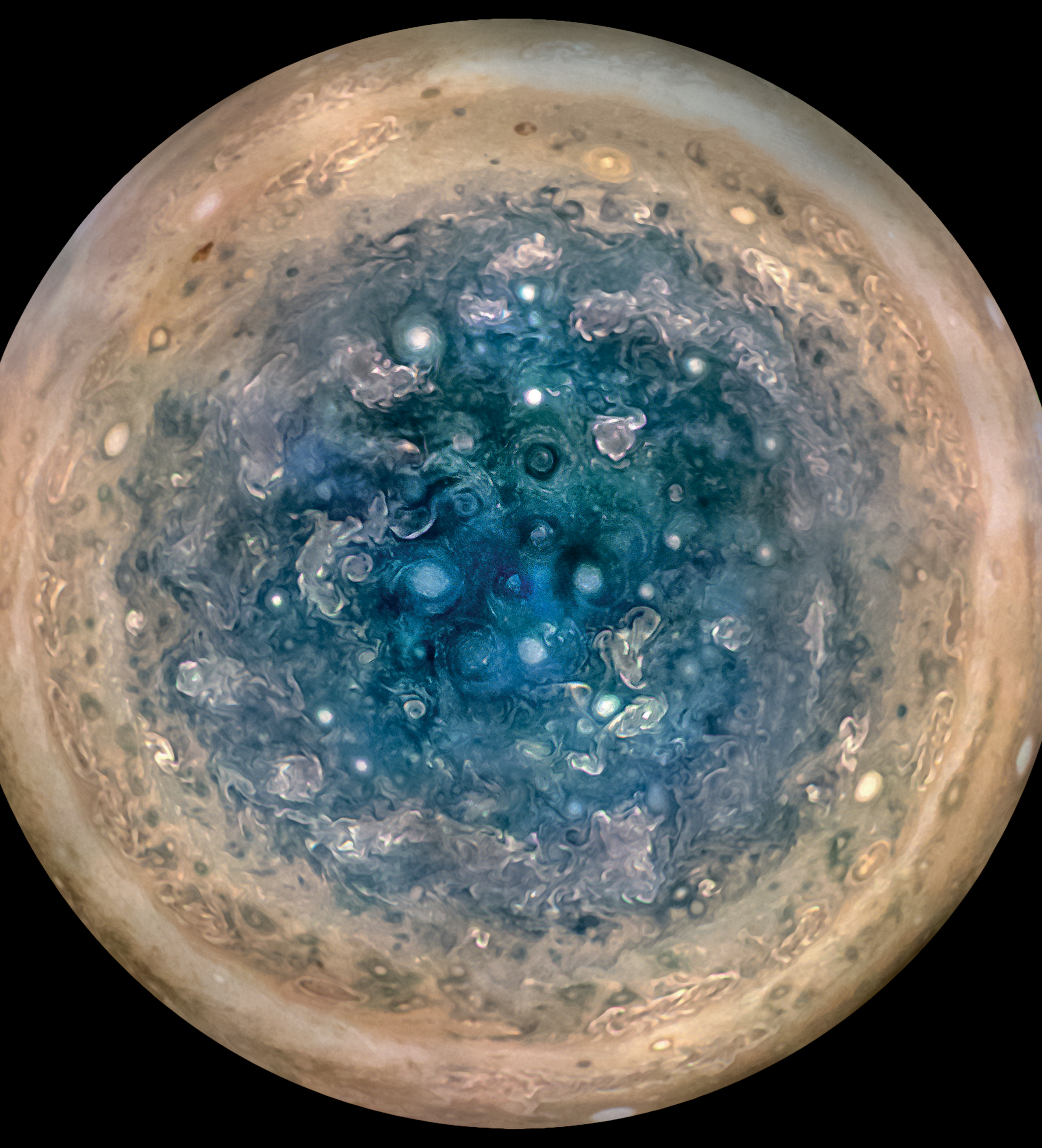
木星 - 南方風暴 - JunoCam.
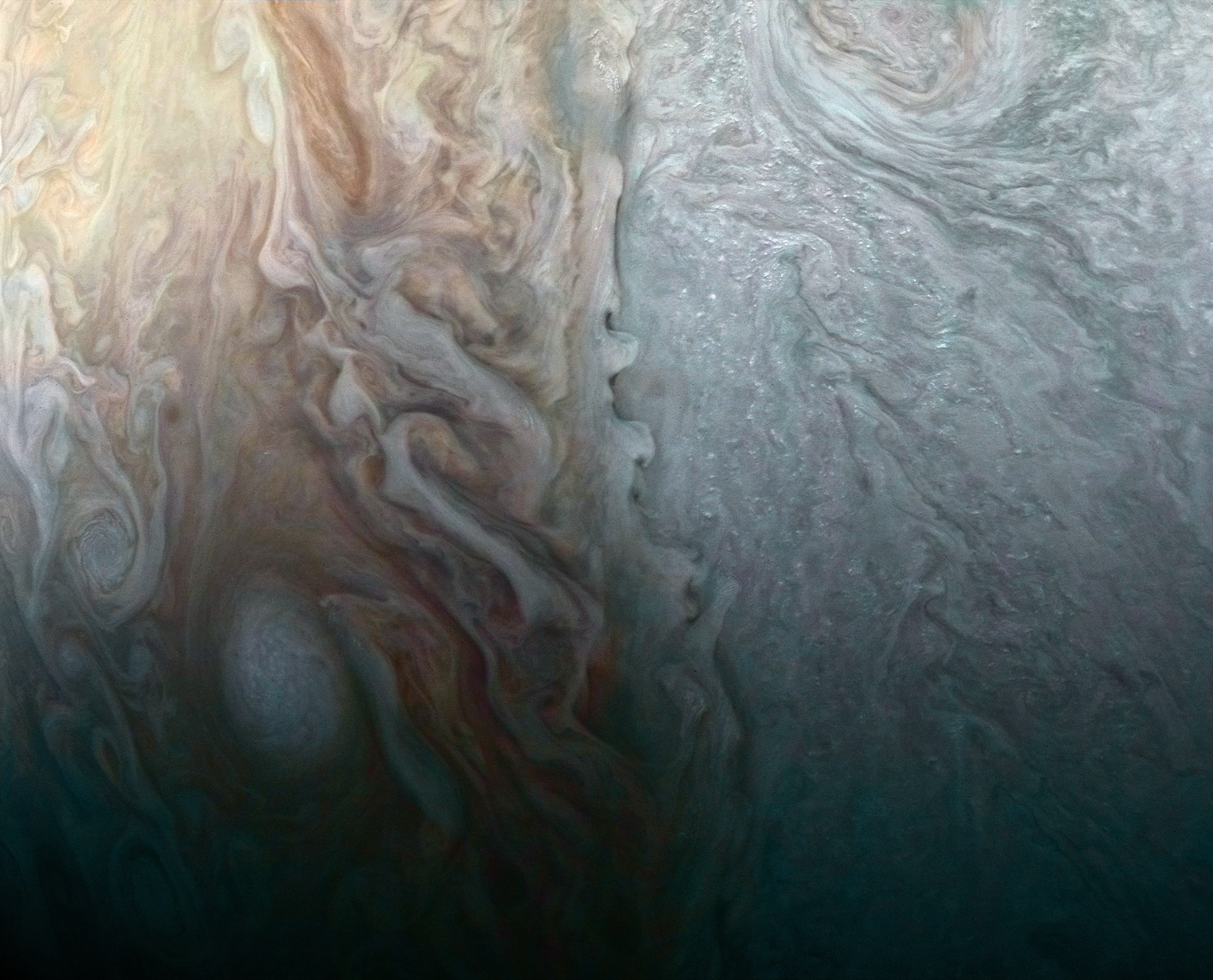
這個圖像突出顯示木星上有多個大氣條件出現碰撞的特徵。

## 外部連結
- （英文）官方网站 on NASA.gov
- （英文）朱诺任务的X（前Twitter）
- （英文）朱诺任务网站 （页面存档备份，存于）  在美国西南研究院
- Juno Mission Profile by NASA's Solar System Exploration
- NASA Selects New Frontiers Concept Study: Juno Mission to Jupiter （页面存档备份，存于）  at NASA Jet Propulsion Laboratory
- The Juno Mission to Jupiter （页面存档备份，存于）  at Space.com
- NASA 360 New Worlds New Discoveries 1/2 （页面存档备份，存于） . Retrieved June 30, 2011.
- Juno Instruments （页面存档备份，存于）  (includes link to make paper scale model here （页面存档备份，存于）)